# Três Cachoeiras
Três Cachoeiras is een gemeente in de Braziliaanse deelstaat Rio Grande do Sul. De gemeente telt 11.022 inwoners (schatting 2009).

## Aangrenzende gemeenten
De gemeente grenst aan Arroio do Sal, Dom Pedro de Alcântara, Morrinhos do Sul, Terra de Areia, Torres en Três Forquilhas.

## Verkeer en vervoer
De plaats ligt aan de noord-zuidlopende weg BR-101 tussen Touros en São José do Norte. Daarnaast ligt ze aan de weg RS-494.